# Кастеллани, Альдо
А́льдо Кастелла́ни, маркиз Кисмайо, KCMG (итал. Aldo Castellani, Marchese di Chisimajo; 8 сентября 1874 — 3 октября 1971) — итальянский патолог и бактериолог.

## Биография
Альдо Кастеллани родился во Флоренции, в детстве страдал от анемии. Из-за вероятности заболевания золотухой в качестве терапии был направлен в деревню Тоскана, недалеко от Флоренции. В 1893 поступил на медицинский факультет Флорентийского университета, а в 1899 году окончил его. В то время медицинский курс в Италии длился шесть лет, дольше, чем в любой другой стране, за исключением Нидерландов, где этот срок составлял восемь лет. Единственным видом спорта, которым занимался Альдо, было фехтование, и он даже выиграл золотую медаль на турнире в Праге. Некоторое время он работал в Бонне, специализируясь на бактериологии, а в 1901 году поступил в Школу гигиены и тропической медицины (обучаясь под руководством Патрика Мансона) и в Листеровский институт в Лондоне. В качестве бактериолога Комиссии Королевского общества по сонной болезни в 1902 году он отправился в Энтеббе, Уганда, вместе с Джорджем Кармайклом Лоу и Катбертом Кристи. Он продемонстрировал причину и способы передачи сонной болезни, открыл спирохету фрамбезии и выполнил другие оригинальные работы в области бактериологии и паразитарных заболеваний кожи. В 1903 году он был назначен бактериологом при правительстве Цейлона в Центральной лаборатории в Коломбо и продолжил исследования в области микологии и бактериологии, описав несколько новых видов кишечных палочек. Он изобрел абсорбционный тест для серологической идентификации близкородственных организмов. В 1915 году он уехал с Цейлона в Неаполь, где занял кафедру медицины. Он участвовал во время Первой мировой войны в Сербии и Македонии в качестве члена Межсоюзнической санитарной комиссии.
После 1918 года переехал в Лондон, работал с Р. Россом, преподавал в Тулейнском университете в Новом Орлеане, где создал и возглавил факультет тропической медицины. В 1919 году Кастеллани отправился в Лондон в качестве консультанта Министерства пенсий. Он стал лектором по микологии и микотическим заболеваниям в Лондонской школе гигиены и тропической медицины и основал консультационную практику на Харли-стрит. В 1931 году становится директором клиники тропических болезней Римского университета. В 1928 году он был посвящён в рыцари как почётный член ордена Святых Михаила и Георгия, а в 1934 году его дочь Жаклин Кастеллани вышла замуж за сэра Майлза Лэмпсона.
Энтузиазм Кастеллани по отношению к королевским особам и выдающимся пациентам (таким как Бенито Муссолини, Пий XII, Г. Маркони) омрачил его репутацию, и во время Второй мировой войны он поддерживал Италию против союзников, став начальником медицинской службы итальянской армии. Военный корреспондент Аларик Джейкоб обнаружил свои разграбленные апартаменты в Сирене в декабре 1941 года и испытал искушение передать свою корреспонденцию своему зятю сэру Майлзу Лэмпсону, тогдашнему послу Великобритании в Египте.
Кастеллани был президентом основанного им в 1959 году Международного общества дерматологов с 1960 по 1964 год. Он также был профессором тропической медицины в Государственном университете Луизианы, а также в Королевском университете Рима. Он последовал за королевой Италии Марией Жозе в изгнание в Португалию и закончил свою жизнь профессором Лиссабонского института тропической медицины. Кастеллани умер в 1971 году. 
Краска Кастеллани (раствор карболфуксина) до сих пор иногда используется для лечения грибковых инфекций кожи. Также краска Кастеллани часто используется для защиты от инфекции при небольших порезах, царапинах или ожогах. 
В честь Альдо Кастеллани назван человеческий патоген Acanthamoeba castellanii.

## Литературные произведения
- Руководство по тропической медицине, 1910 (совместно с Альбертом Джоном Чалмерсом)
- Грибы и грибковые заболевания, 1928
- Климат и акклиматизация, 1938
- Руководство по тропической клинике (совместно с Джаконо)
- Микробы, люди и монархи: Жизнь врача во многих странах: Автобиография Альдо Кастеллани Виктор Голланц ЛТД (1963)